# Maus Frères Holding
De Maus Frères Holding is een Zwitserse detailhandelsonderneming met haar hoofdkantoor in Genève.
Tot de ondernemingsgroep behoren onder andere (direct of indirect via dochterondernemingen) de warenhuisketen Manor, de Jumbo-bouwmarkten, de restaurantketen Manora en de sportwinkels van Athleticum. Daarnaast heeft zijn meerderheidsbelangen in Lacoste, Gant en Aigle (outdoorkleding en -schoenen) Tot 2001 behoorde daarnaast ook City Disc en Jeans&Co tot het concern.
De Maus Frères Holding had een deelneming van 60 % in de Distributis AG, dat de Zwitserse filialen van de Carrefour hypermarkten exploiteerde. De overige 40 % bleven in handen van de Carrefour-Group. Op 21 augustus 2007 maakte Carrefour bekend dat het zich terug ging trekken uit de Zwitserse markt en de hypermarkten aan Coop zou verkopen, waarbij ook de Maus-Frères Group uit de joint venture zou stappen.
De Maus Frères Holding is in handen van de families Maus en Nordmann. In 2006 bedroeg de omzet 5,89 Zwitserse franken.

## Historie
- 1902 – de broers Ernest Maus en Henri Maus openden samen met Leon Nordmann het warenhuis Leon Nordmann in Luzern.
- 1974 – de eerste Jumbo-groothandel werd geopend in Dietlikon.
- jaren 80 – de eerste Manora-restaurants werden geopend.
- 1982 – de eerste Jumbo Bau und Freizeit werd geopend in Bachenbülach
- 1985 – het eerste City Disc-filiaal werd geopend.
- jaren 90 – expansie van de groep in het buitenland
- 1995 – het eerste filiaal van Athleticum en van Jeans & Co.-werd geopend
- ca. 1995 – opening van het eerste filiaal van electroPLUS
- 1998 – de eerste Zwitserse vestiging van FLY werd geopend. De Franse drogisterijketen Parashop werd voor 90 % ovcergenomen van Devenlay
- 2000/2001 – het bedrijf stoot City Disc, electroPLUS en Jeans & Co af.
- 2000 – Carrefour nam 40 % van de Jumbo Grossmärkte over en doopte die om tot Carrefour.
- 2006 – Carrefour nam nog eens 10 % over van de groothandels en kreeg daarmee 50 % in handen
- 2007 – Carrefour en de Maus Frère Holding verkochten hun belang in Carrefour Schweiz aan Coop[1]
- 2008 - In februari 2008 werd de overname van 96 % in de Zweedse modeonderneming Gant Company AB afgerond via de dochteronderneming Procastor SA.

## Activiteiten

### Detailhandel
Het onderstaande overzicht toont de retailactiviteiten van de Maus Frères Holding.
- Zwitserland:
- Manor-Gruppe
  - Manor-warenhuizen (71 warenhuizen, CHF 2,893 miljard omzet, circa 11.200 medewerkers);
  - Manor Food
  - Manor Restaurants
  - Athleticum (sportartikelen, 20 filialen, CHF 190 miljoen omzet, meer dan 500 medewerkers);
  - FLY (meubelzaken, 19 filialen, CHF 135 miljoen omzet in 2007);
- Jumbo-Markt AG (40 filialen, CHF 545 miljoen omzet met 1500 medewerlers.
- Winkelcentra (zes in Zwitserland):
  - Emmen Center, Emmenbrücke;
  - Chavannes Centre, Chavannes-de-Bogis;
  - Centre Sant Antoine, Vevey;
  - Centre Manor Sierre, Sierre - het eerste door Maus Frères gebouwde winkelcentrum;
  - Centre Manor Monthey, Monthey;
  - Centre Boujean, Biel/Bienne.
- Internationale activiteiten:
  - Gant Company AB (Zweedse mode-onderneming, SEK 1,378 miljard omzet, 274 medewerkers).

### Gastronomie
De 37 Manora-restaurants bevinden zich vaak in de Manor-warenhuizen en in Carrefour-filialen. Gedeeltelijk zijn ze ook gevestigd op 'zelfstandige' locaties.

### Klantenkaart
De groep beschikt over een klantenkaart onder de naam MyOne. Met deze klantenkaart kan in de winkels die tot de groep behoren worden betaald. Ook de niet meer tot de groep behorende bedrijven zoals City Disc en Jeans & Co., en vele derden bedrijven (waaronder reisbureaus, bergbahnen, tankstations) accepteren de kaart als betaalmiddel.

### Productie
De Maus Frères Holding bezit een meerderheidsbelang in twee industriële ondernemingen:
- Het Franse Devanlay SA, dat kleding produceert voor Lacoste.
- Het Franse Aigle SA, dat outdoorkleding, schoenen en laarzen produceert.

## Weblinks
- Officiële website van de Maus Frères Holding